# Oleszno (Święty Krzyż)
Oleszno is een dorp in de Poolse woiwodschap Święty Krzyż. De plaats maakt deel uit van de gemeente Krasocin en telt 1117 inwoners.

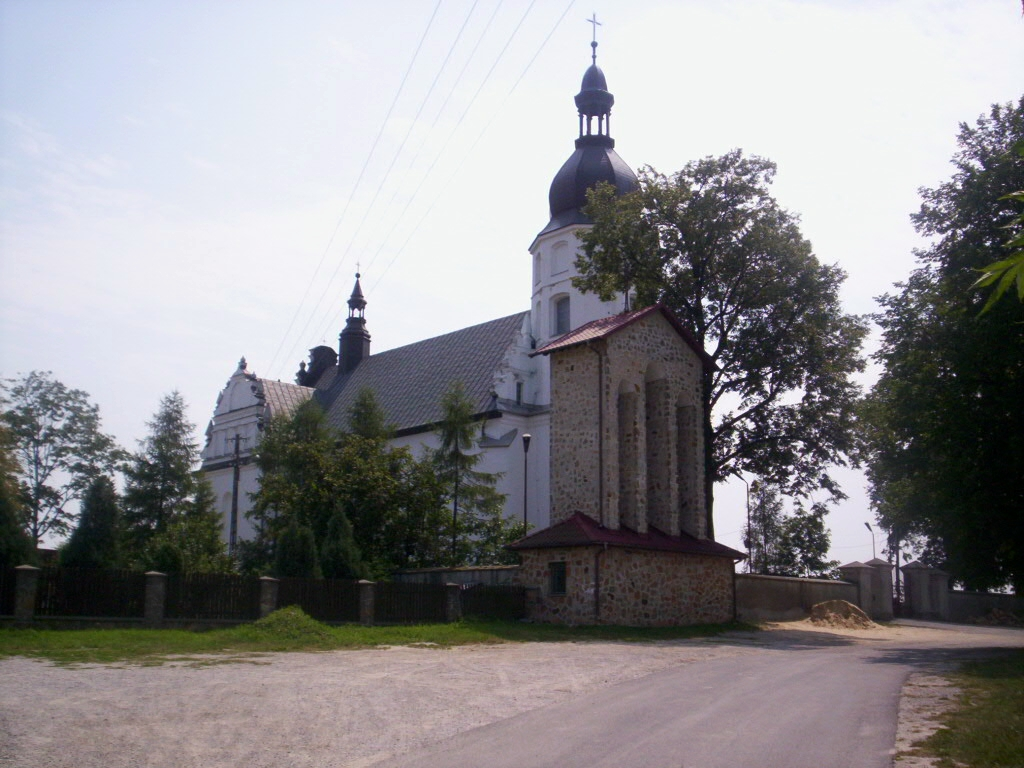
Kerk